# Хуля
Хуляр (лезг. Хъуьляр) — покинутое село в Ахтынском районе Дагестана.

## География
Заброшенное село Хуляр расположено в северной части Ахтынского района Дагестана, на южных склонах Самурского хребта, между селом Старый Хкем и горой Гестинкиль. Близлежащие населённые пункты: Хкем, Ахты —  9 км, Гапцах, Бахцуг, Кочхюр. С севера с селом исторически граничили земли общины села Кочхюр ныне Курахского района.

## История
С начала XVII века по 1839 год Хуляр входит в Ахтыпаринского вольного общества, в составе союза сельских общин Ахтыпара-1. В начале XIX века по причине оползней хулинцы основали новое селение в 3,5 км от местонахождения старого села. В 1839 году 1 июня штаб-офицер майор Корганов с десятью сотнями казикумухской милиции занял село Хуля и приказал сжечь его в наказание [за участие жителей села в событиях Кубинского восстания и Аджиахурского сражения]. Тогда же село, как и вся Самурская долина, была присоединена к Российской империи. Административно село подчинялось Самурскому округу Дагестанской области. Вместе с селом Хкем образует Хикемское сельское общество Ахтыпаринского наибства. В 1929 году Хуля включена в состав новообразованного Ахтынского района. В годы Великой Отечественной войны на фронт отправилось 80 хулинцев, домой вернулись только 7 человек. В фонд строительства авиаэскадрильи сельчане собрали и перечислили 27 600 рублей. В 1960-е годы хулинцы переселились на равнину и село опустело. Многие сельчане компактно поселились в Дагестанских Огнях. Село было известно плодородными землями и землепашцами.
- Вблизи села Хуляр имеется могильник с каменными ящиками[4].

## Население
В 1869 году в селе проживало 306 человек, из них мужчины — 158, женщин 148. Село состояло из 58 дворов. В 1886 году в селе проживало 359 человек. Жители села делились на тухумы: ИсакIар, Дабашар, Эмирар, ШинкIарар, Маллаяр, Герейханар.